# Хоботница Паул
Паул је био хоботница из акваријума у Оберхаузену који се прославио тиме што је „предвидео“ резултате утакмица на Светском првенству у фудбалу 2010. у Јужној Африци.
Паул је тачно погодио све исходе утакмица немачке репрезентације као и да ће Шпанија победити Холандију у финалу Мундијала."Видовити“ Паул је победнике утакмица бирао тако што би, бирао између две понуђене посуде од плексигласа обележене заставама тимова који се састају, па из једне узимао храну.
Угинуо је 25. октобра 2010.